# Leucospis sedlaceki
Leucospis sedlaceki är en stekelart som beskrevs av Boucek 1974. Leucospis sedlaceki ingår i släktet Leucospis och familjen Leucospidae.
Artens utbredningsområde är Papua Nya Guinea. Inga underarter finns listade i Catalogue of Life.